# Munkanap
A munkanap a munkaidő meghatározott tartama, a munkajog egyik alapfogalma.
A magyar munka törvénykönyve szerint "munkanap: a naptári nap vagy a munkáltató által meghatározott megszakítás nélküli huszonnégy óra, ha a munkáltató működése miatt a beosztás szerinti napi munkaidő kezdete és befejezése nem azonos naptári napra esik."
Ez megfelelően irányadó a heti pihenő- vagy a munkaszüneti nap meghatározása tekintetében is, azzal, hogy a 7 és 22 óra közötti tartamot heti pihenő- vagy a munkaszüneti napnak kell tekinteni.